# Хоульмфридюр Магнусдоуттир
Хоульмфридюр «Фрида» Магнусдоуттир (исл. Hólmfríður «Frida» Magnúsdóttir; род. 20 сентября 1984, Рейкьявик) — исландская футболистка, выступавшая на позиции полузащитника за сборную Исландии. Она представляла свою страну на чемпионатах Европы 2009 и 2013 годов.

## Клубная карьера
На международном драфте WPS 2009 года Хоульмфридюр была выбран под номером пять командой «Филадельфия Индепенденс», одной из двух команд-новичков лиги Women’s Professional Soccer (WPS) в том году. В ней она часто использовалась на позиции левого защитника тренером Полом Райли. Хоульмфридюр провела за «Филадельфию Индепенденс» за два сезона 31 матч и забила четыре гола.
Во время своего второго сезона, 2011 года, Хоульмфридюр боролась с последствиями травмы, и ей было разрешено вернуться в Исландию, где она выступала за «Валюр». «Филадельфия Индепенденс» вернула её в своё расположение в 2012 году, но лига свернула свою деятельность ещё до начала очередного сезона. Хоульмфридюр же подписала контракт с амбициозным норвежским клубом «Авальдснес», который тогда ещё томился в первом дивизионе. Во время своего пребывания в «Авальдснесе» она подвергалась сексуальным домогательствам и преследованиям со стороны своего тренера Тома Нордли, что привело к его увольнению.
В ноябре 2016 года Хоульмфридюр вновь стала футболисткой «Рейкьявика», в котором в 2000 году начинала свою спортивную карьеру.
Хоульмфридюр пропустила сезон 2018 года из-за беременности. После некоторых размышлений о завершении карьеры она подписала контракт с клубом «Сельфосс» в апреле 2019 года и начала тренироваться за пять дней до старта сезона. 17 августа 2019 года Хоульмфридюр забил гол в матче «Сельфосса» против «Рейкьявика» в финале Кубка Исландии, который обеспечил её команде первый крупный трофей в истории.

## Карьера в сборной
16 февраля 2003 года Хоульмфридюр дебютировала за сборную Исландии, в товарищеском матче с командой США, завершившемся поражением её команды со счётом 0:1.
В первом матче плей-офф отборочного турнира женского чемпионата Европы 2009 против Ирландии, проходившем в Дублине, Хоульмфридюр забила гол уже на первой минуте поединка. В финальном этапе первенства она сыграла во всех трёх матчах группы, из которой Исландия не смогла выйти.
Она вновь играла на чемпионате Европы в 2013 году, также проведя на поле все три матча группового этапа, но набрав две жёлтые карточки была отстранена от участия в четвертьфинале, в котором её команда была разгромлена шведками, хозяйками турнира, со счётом 0:4.